# La Laguna, Yanga
La Laguna är en ort i Mexiko.   Den ligger i kommunen Yanga och delstaten Veracruz, i den sydöstra delen av landet, 250 km öster om huvudstaden Mexico City. La Laguna ligger 518 meter över havet och antalet invånare är 237.
Terrängen runt La Laguna är varierad. Runt La Laguna är det ganska tätbefolkat, med 129 invånare per kvadratkilometer. Närmaste större samhälle är Córdoba, 12,7 km nordväst om La Laguna. Trakten runt La Laguna består till största delen av jordbruksmark.